# Trabajo en equipo (House M. D.)
Trabajo en equipo (en inglés Teamwork) es el octavo episodio de la sexta temporada de House M. D.. Fue lanzado al aire el 19 de noviembre de 2009. Este episodio marca la salida de Jennifer Morrison de la serie, ya que fue afirmado por Fox que el personaje de Cameron sería escrito fuera de la serie a mediados de la sexta temporada.

## Argumento
Después de que la licencia médica de House está restablecida, él recupera su función como jefe del equipo de diagnóstico médico en el momento justo para tratar a Hank Hardwick (estrella invitada Troy Garity), un popular actor de cine para adultos que es ingresado en el Princeton-Plainsboro por un dolor de ojo pulsátil y fotofobia. Cameron y Chase deciden dejar el Hospital Princeton-Plainsboro para salvar su relación después de la muerte del dictador Dibala. Durante el episodio, House intenta restablecer su antiguo equipo de Foreman, Cameron, Chase, Trece, y Taub. Taub y Trece inicialmente ignoran los intentos de House de hacer que regresen. Los trabajos del paciente y de su esposa en pornografía hacen que el equipo se enfrente a él sobre cuán dedicados son realmente el uno al otro.
House ordena un panel de ETS, un test toxicológico, una prueba de anticuerpos antinucleares (ANA) para buscar enfermedades autoimmunes, un historial del paciente, una punción lumbar para descartar la encefalitis viral, y pide que se envíe un reactivo de proteína C al laboratorio para buscar inflamación. Foreman tiene que hacer esto él mismo. Durante la punción lumbar, el paciente sufre de tetania - los músculos del brazo se contraen. House va a Taub, quien dice que el enlace único entre el ojo y el músculo es el cerebro, y sugiere un tumor o una convulsión. House entonces le pregunta a la Trece, que afirma que tiene una entrevista con una clínica de salud comunitaria y no da una opinión. House toma su comentario sobre su viaje a Tailandia como sugerencia de que la condición del paciente es multifocal. Foreman dice que la vasculitis cerebral podría explicar el ojo y los brazos, por lo que House le dice que empiece a tratar al paciente con esteroides, que realice un angiograma cerebral para confirmar y que obtenga una electromiograma (EMG) y una biopsia de nervio también. Cuando Foreman convence a Chase de permanecer en el equipo para el resto del caso diciéndole "me debes esto", él y Cameron acuerdan terminar el caso. Foreman consigue que Chase haga el angio cerebral.
Cameron piensa que podría ser una grave deficiencia de vitamina D, ya que el paciente tiene una dieta restrictiva y trabaja largas horas en el interior. Esto explicaría todos los síntomas del paciente. Chase decide llevar a Hank a la suite de fototerapia, le dispara con luz ultravioleta y le da vitaminas vía intravenosa, así como hacer el angio cerebral. Durante la sesión de luz UV, el paciente sufre una hemorragia nasal y petequial - sangra en su pierna. Este nuevo síntoma descarta los diagnósticos de Cameron y Foreman. La sangre del paciente no coagula. Foreman señala que los rayos UV hicieron sus capilares más frágiles, lo que aceleró el inicio de la coagulación intravascular diseminada (DIC). Cameron cree que una erupción petequial generalizada y una afectación del sistema nervioso indican una infección en la sangre. Ella sugiere meningococcemia. El equipo lo inicia en el tratamiento con heparina contra la coagulación intravascular diseminada y antibióticos de amplio espectro para la infección. Sin embargo, el paciente pronto tiene fiebre, lo que significa que los antibióticos no están funcionando.
House vuelve a la consulta de Taub, quien le dice que está feliz en casa y en el trabajo. Él regaña a House por su adicción a las adicciones y cómo está tratando de evitar su problema resolviendo un problema diferente, que no funcionará. Él dice que su trabajo ayuda a la gente, y da un ejemplo de un paciente que consiguió un trabajo de nariz cuando no podía respirar con la nariz después de un accidente de coche, y tiene una idea. Él dice que los antibióticos no funcionaría si los senos nasales del paciente estaban infectados y obstruidos, si había un cúmulo de bacterias que sus vasos sanguíneos no podían alcanzar. Dice que los antibióticos funcionarán si drenan quirúrgicamente los senos paranasales. Foreman le pide a Trece que regrese, pero ella lo rechaza decididamente. Pronto, el hígado del paciente comienza a fallar, y su abdomen se llena de líquido. Cameron sugiere un tumor de Klatskin, un colangiocarcinoma que obstruye sus conductos biliares. Foreman dice que no tiene ictericia y que no habría efectos oculares, pero Chase afirma que la inflamación dentro de los canales biliares significaría colangitis esclerosante, lo que explicaría todos los síntomas. Esto le impide producir proteínas de coagulación y dañar sus células sanguíneas causando pequeños derrames cerebrales. El equipo prepara al paciente para una CPRE (colangiopancreatografía retrógrada endoscópica) para abrir sus conductos biliares.
Durante el CPRE, Chase y Foreman encuentran que el hígado del paciente está llenado con gusanos. El paciente tiene strongyloides - lombrices. Los gusanos se propagan por todo el cuerpo del paciente causando todos sus síntomas. Lo más probable es que los gusanos los hubiera contraído debido a su actividad sexual. El paciente recibe dos píldoras de mebendazol. Sin embargo, los pulmones del paciente se llenan de líquido y se ven gravemente comprometidos. Foreman sugiere linfoma. La carcinomatosis peritoneal explica la insuficiencia hepática y el síndrome paraneoplásico explica todo lo demás. House ordena quimioterapia. También les dice que envíen por fax la última actualización a Taub y Trece.
El paciente de repente comienza a orinar sangre, y él entra en paro cardiaco. Se las arreglan para estabilizarlo, pero no tiene glóbulos rojos ni blancos ni siquiera plaquetas. Foreman sugiere leucemia aleucémica, lo que significa que la médula no estaría haciendo células normales. House les dice que eliminen la médula ósea del paciente, a pesar de los argumentos del equipo de que esto podría matar al paciente. Envía por fax esta información sobre el procedimiento y la información sobre la condición del paciente a Taub y Trece para obtener sus opiniones. Ambos se muestran reacios a ver el fax. Sin embargo, cuando Trece recibe un mensaje de la clínica comunitaria a la que solicitó, lo ignora y mira el fax de House. Taub mira el fax mientras habla con un paciente tonto. Ambos llaman a House ya que el equipo está a punto de eliminar la médula del paciente.
Razonan que el cuerpo del paciente se fue al infierno horas después de que los gusanos se hubieran ido porque los gusanos le estaban ayudando. Ellos diagnostican enfermedad de Crohn extraintestinal. El niño vivía en un ambiente súper limpio cuando era niño. Es la higiene - por qué hay tanta enfermedad autoinmune en lugares desarrollados y casi ninguno en lugares en desarrollo. Los gusanos estaban manteniendo a la enfermedad de Crohn bajo control y "enseñando a su sistema inmunológico lo que debería haber aprendido comiendo la suciedad creciendo", pero una vez que se habían ido, la enfermedad de Crohn empezó a correr desenfrenadamente. El equipo inicia al paciente con metilprednisolona y helmintos.
Entretanto, Wilson regaña a Cuddy por pensar que su relación con Lucas no afectaría a House. Dice que por lo menos debería habérselo dicho, así que no habría entrenado a House en cómo ganar el afecto de Cuddy. Cuddy le dice a Wilson que no va a dejar que House afecte sus relaciones, pero se va a casa a Lucas y entra en pánico. Lucas dice que o ella pensó que podrían seguir adelante felizmente con su relación y no ser descubierto por House, o ella pensó que no estarían juntos por mucho tiempo. Él observa que lo primero sería delirante para Cuddy, y este último significaría que es delirante para él. También dice que la única otra opción sería que Cuddy pensara que House había madurado, lo que los haría volver a Cuddy siendo delirante. 
Lucas va a la sala de recreación de médicos y mira los archivos del equipo, buscando cualquier cosa en ellos para ayudar a mantenerlos unidos, así evita que House sea miserable, así Cuddy no será miserable (y por lo tanto, Lucas es feliz). Wilson piensa que House solo quiere que sus viejos miembros del equipo vuelvan cuando él se siente abandonado por Cuddy y quiere a gente que él sabe. Le dice a House que no puede resolver un problema más profundo con una solución superficial.
Durante el episodio, House habla con Cameron sobre su salida del hospital. Dice que su naturaleza amante del ser humano contradice la forma en que simplemente está perdonando a Chase por lo que hizo. Cameron piensa que House está simplemente tratando de destruir su matrimonio. House, sin embargo, da tres razones de por qué está actuando extraño: el despido de Chase es lo que la hizo abandonar el equipo hace dos años, cuando el horror de la muerte de Dibala causada por Chase afecte a Cameron su matrimonio "explotará", y, por último, lo único que detiene a Cameron trabajando en el hospital se habrá ido. También sugiere a Chase que Cameron podría estar perdonándole porque ella lo ama, pero que podría haber otra explicación. Esto suscita dudas en la mente de Chase, y le pregunta a Cameron su razón para perdonarle, notando que ha sido más dura con el paciente que con él. Ella explica que Chase siente vergüenza y culpa por lo que ha hecho, a diferencia de Hank.
House llama a Chase su teoría sobre la reacción de Cameron. Piensa que Cameron siente que era la culpa de House que Chase hiciera lo que hizo, diciendo que creó el mal clima para que sucediera. Cameron le dice a House que deje de tratar de contratar a Thirteen y Taub. Este estallido hace que Chase se dé cuenta de que está enojada con House, pero no con él. Dice que lo hizo, y no saldrá del hospital solo porque Cameron quiere fingir que no lo hizo.
Chase finalmente se encuentra con House en su puerta y le dice quiere permanecer en el equipo. Al final del episodio Cameron confirma que su rabia estuvo dirigida hacia House como la fuente de la atmósfera que dirigió hacia el asesinato de Dibala. Ella enfrenta a House diciendo que arruinó la vida de Chase haciéndolo "incapaz de ver lo correcto o lo incorrecto y no ver la santidad de la vida humana". Cameron admite su amor anterior por el Dr. House - que ha desaparecido como resultado de los últimos acontecimientos, junto con su amor por Chase (como lo fue cuando lo conoció por primera vez).Ella le da la mano para sacudir la mano de House y él no la acepta -como al final de la tercera temporada- y lo besa en la mejilla, señalando que está dejando el equipo de diagnóstico. Cameron deja el equipo pero Chase continúa trabajando con House, junto con Foreman, Thirteen y Taub.
En las escenas de cierre, Trece está mostrado tratando el paciente y ella y Foreman se miran el uno al otro hasta que Foreman se aleja. Taub charla con su mujer, quién está molesta con él al regresar al equipo de diagnóstico. Cameron es mostrada saliendo con Chase con sus bolsas llenas y dándole un abrazo lloroso. Lucas y Cuddy también pasean a través del lobby del hospital Princeton-Plainsboro con House mirando desde arriba.

## Música
- Golden Cage (The Whitest Boy Alive)[2]
- Where did you go? (Jets Overhead)